# Domenico Pittella
Domenico Pittella detto Mimmì (Lauria, 7 febbraio 1932 – Lauria, 15 aprile 2018) è stato un politico e medico italiano, senatore della Repubblica per il Partito Socialista Italiano dal 1972 al 1983.

## Biografia
Nato a Lauria, in provincia di Potenza, dal farmacista del paese Giovanni e da una maestra delle scuole elementari oriunda di San Chirico Raparo, Domenico è il secondogenito nonché unico maschio di quattro figli.
A causa della sua vivacità caratteriale, abbandona presto il collegio di Napoli dei Gesuiti e fa ritorno in paese dove completa gli studi elementari e si prepara privatamente per quelli della scuola media, conseguendo poi il diploma a Salerno nel 1945. Prosegue gli studi al liceo di Castrovillari e, una volta diplomato, inizia a lavorare come infermiere in uno studio di Lauria. Nel 1956 si laurea in Medicina e Chirurgia a Napoli.
Nel 1957 si sposa a venticinque anni con Laurita, dalla cui unione nascerà, l'anno dopo, il figlio Gianni, il quale diventerà deputato del Parlamento italiano nella XIII Legislatura ed europarlamentare; poi, nel 1962 nasce anche il secondo figlio Marcello (che diventerà presidente della regione Basilicata).

### Attività politica
Si avvicina alla politica nel 1968, quando supporta alcuni consiglieri comunali del Partito Comunista Italiano che risulteranno eletti. Si fa dunque benvolere negli ambienti della politica locale e si candida personalmente alle elezioni regionali in Basilicata del 1970 dalle quali uscirà consigliere con un largo consenso (5 300 voti solo nel suo comune).
Alle elezioni politiche del 1972 si candida quindi, per il Partito Socialista Italiano (PSI), al Senato della Repubblica: nel collegio di Lagonegro ottiene il 26,4% dei voti, dietro a Bonaventura Picardi (DC) che ottiene il 46,2%; entrambi vengono quindi eletti senatori. In fase di chiusura della campagna elettorale, proprio nel giorno di festa del 1º maggio, aveva nel frattempo inaugurato alla presenza del deputato socialista Luigi Bertoldi, futuro Ministro del Lavoro e della Previdenza Sociale, la prima parte del suo ospedale avente una capienza di settanta posti letto. Alle successive elezioni del 1976 nel medesimo collegio ottiene il 25,0%, giungendo questa volta terzo, ancora una volta dietro a Bonaventura Picardi (DC, 41,0%) nonché a Luigi Grezzi (PCI, 26,5%), ma risultando per un tecnicismo l'unico dei tre eletto. Viene quindi riconfermato per la terza volta alle elezioni del 1979, quando ottiene il 28,0% contro il 40,6% di Anzilotta che non risulta eletto.
Il coinvolgimento del senatore sul caso Ligas ricevette ampio risalto dalla stampa nazionale proprio contestualmente all'avvio della campagna elettorale per le elezioni politiche del 1983, poiché, secondo le successive dichiarazioni dello stesso Pittella, s'intendeva favorire così, nell'eventualità di una vittoria del PSI, l'ascesa di Bettino Craxi alla Presidenza del Consiglio dei ministri. Nel 1984 si decise alla fine per la sua espulsione dal PSI.
In attesa della sentenza definitiva della Corte di cassazione e dopo l'espulsione dalla Lega Meridionale, di cui era stato presidente onorario, decide di creare un nuovo movimento; quindi il 7 maggio 1991 costituisce a Roma la Lega Italiana assieme ad altri sodali, tra i quali spicca la figura del capo della loggia massonica P2 Licio Gelli. Successivamente si coalizza con altri movimenti, tra cui il Fronte del Sud e la Lega Nazional Popolare di Stefano Delle Chiaie e Tomaso Staiti di Cuddia delle Chiuse, e costituisce una lista elettorale chiamata Lega delle Leghe, vicina agli ambienti di destra del Movimento Sociale Italiano, con cui si presenta alle elezioni del 1992: si candida sia al Senato, nel collegio di Lagonegro, in cui ottiene solo il 12,6% dei voti, sia alla Camera, nella circoscrizione Potenza–Matera, in cui ottiene 4 881 preferenze, non sufficienti per essere eletto.

### Morte
Pittella è morto nella casa del paese natìo di Lauria il 15 aprile 2018 all'età di 86 anni a seguito di complicazioni derivanti da una caduta. I funerali, officiati dal vescovo Vincenzo Carmine Orofino nella chiesa madre di San Nicola, si sono tenuti il giorno successivo.

## Caso Ligas
Pittella risulta coinvolto in una vicenda giudiziaria per associazione sovversiva e partecipazione a banda armata per aver messo a disposizione delle Brigate Rosse la Sanatrix, la sua clinica di Lauria, in cui curò nel 1981 senza redigere un referto la terrorista latitante Natalia Ligas, ferita alla coscia in un conflitto a fuoco di tre settimane prima (19 giugno), durante il quale alcuni brigatisti aveva attentato senza successo alla vita di Antonio De Vita, avvocato difensore del terrorista pentito Patrizio Peci, che si difese sparando con la sua pistola. Inoltre Pittella venne accusato di aver elaborato con le BR un piano per rapire (a scopo estorsivo) il vicepresidente della Regione Basilicata Ferdinando Schettini, suo rivale all'interno del partito, che da assessore alla sanità lucana aveva revocato alla clinica di Pittella la convenzione con la regione.
L'ex senatore viene quindi arrestato il 4 ottobre 1983 e scontò i primi due anni e nove mesi di detenzione tra il proprio domicilio e il carcere di Regina Coeli; dopodiché ottiene la libertà condizionale; nel frattempo la sua casa di cura privata messa in vendita alla Regione Basilicata. Il processo d'appello, svolto tra il 1989 e il 1990, conferma la sentenza di condanna alla pena di dodici anni e un mese di reclusione, di cui quasi tre già scontati e altri due condonati.
Alla condanna definitiva, sentenziata nell'ambito del processo Moro ter della Corte di cassazione il 10 maggio 1993, si rende irreperibile fuggendo in Francia.
La terrorista Ligas, sulla base di ciò che viene raccontato dallo stesso Pittella, è in carcere a Messina quando rende una dichiarazione scritta a Carlo Taormina, legale della compagna del latitante, nella quale asserisce che il medico ed ex senatore non aveva mai fatto parte dell'organico delle Brigate Rosse e che il contatto con lui, ignaro della sua reale identità, era avvenuto unicamente nella circostanza del soccorso; a tal proposito lo ringrazia dell'intervento che le ha salvato la vita.
Dopo quasi sei anni di latitanza in territorio francese (si ricordano le città di Parigi, Nizza e Cagnes-sur-Mer) e nel Belgio, decide di costituirsi il 28 aprile 1999 al carcere di Rebibbia. Il debito con la giustizia italiana, poi ridotto di un terzo per grazia parziale concessa il 18 novembre 1999 dal presidente della repubblica Carlo Azeglio Ciampi e già in parte saldato (cinque anni circa), è estinto tramite l'affidamento ai servizi sociali nel 2002.